# Yucumo
Yucumo est une ville du département du Beni dans le nord-est de la Bolivie. En 2012, la population de la ville s'élevait à 4 693 habitants.
La ville est traversée par les routes nationales 3 et 8.
Le 15 août 2011, les populations indigènes de Bolivie entament une marche de protestation pacifique partant de Trinidad vers La Paz contre un projet de route, soutenu par le président Evo Morales, allant de La Paz à San Ignacio de Velasco et traversant le territoire indigène et parc national Isiboro-Sécure, situé en plein cœur de l'Amazonie. C'est dans ce contexte que, le 25 septembre 2011, Yucumo est le théâtre d'une violente répression policière contre la marche provoquant une crise politique aggravée par la démission de la ministre de la Défense María Chacón Rendón en soutien aux manifestants, du vice-ministre de l'Intérieur Marco Farfan pour être soumis à une enquête sur la répression, et du ministre du gouvernement Sacha Llorenti (es),,.